# FC Voluntari
Fotbal Club Voluntari – rumuński klub piłkarski, grający obecnie w drugiej lidze rumuńskiej, mający siedzibę w mieście Voluntari.

## Historia
Klub został założony w 2010 roku. W sezonie 2012/2013 klub zajął drugie miejsce w czwartej lidze i wywalczył awans do trzeciej ligi. W sezonie 2013/2014 klub ponownie awansował, tym razem do drugiej ligi. Z kolei w sezonie 2014/2015 FC Voluntari po raz pierwszy w swojej historii wywalczył awans do pierwszej ligi rumuńskiej wygrywając rozgrywki drugiej ligi. W 2017 roku wywalczył Puchar Rumunii.

## Sukcesy
- Liga II
  - mistrzostwo (1):  2014/2015
- Liga III
  - mistrzostwo (1): 2013/2014
- Liga IV – Ilfov
  - wicemistrzostwo  (1): 2012/2013
- Puchar Rumunii
  - zwycięstwo (1):  2016/2017
  - finalista (1): 2021/22
- Superpuchar Rumunii
  - zwycięstwo (1):  2017

## Skład na sezon 2017/2018
| Nr | Poz. | Piłkarz                                          |
| -- | ---- | ------------------------------------------------ |
| 1  | BR   | Mihai Mincă (wypożyczony z Șirineasa)            |
| 2  | OB   | Cosmin Achim                                     |
| 3  | OB   | Sebastian Ignat                                  |
| 4  | OB   | Mircea Leasă                                     |
| 5  | PO   | Alexandru Răuță                                  |
| 7  | PO   | Petre Ivanovici                                  |
| 8  | PO   | Daniel Novac (kapitan)                           |
| 10 | NA   | Florin Cernat                                    |
| 11 | PO   | Mihai Căpățînă                                   |
| 12 | PO   | Cristian Nica                                    |
| 13 | OB   | Marian Pleașcă (wypożyczony ze Steauy Bukareszt) |
| 14 | OB   | Răzvan Horj (wypożyczony z Viitorulu)            |
| 15 | PO   | Costin Lazăr                                     |
| 16 | PO   | Vlad Gîsă                                        |
| 17 | PO   | Lucian Sânmărtean                                |

| Nr | Poz. | Piłkarz                                         |
| -- | ---- | ----------------------------------------------- |
| 19 | NA   | Adrian Voicu                                    |
| 20 | PO   | Laurențiu Marinescu                             |
| 21 | PO   | Cezar Trandafirescu                             |
| 22 | BR   | Dragoș Balauru                                  |
| 25 | OB   | Lucian Cazan                                    |
| 26 | PO   | Gabriel Deac                                    |
| 27 | BR   | Răzvan Petrariu                                 |
| 28 | OB   | Ionuț Balaur                                    |
| 30 | NA   | Alexandru Tudorie                               |
| 32 | OB   | Bogdan Bucurică                                 |
| 77 | OB   | Alphousseyni Sané                               |
| 90 | NA   | Adrian Bălan                                    |
| 96 | PO   | Adelin Pîrcălabu                                |
| 97 | PO   | Daniel Benzar (wypożyczony ze Steauy Bukareszt) |